# Малая Царёвщина
Малая Царёвщина — село в Красноярском районе Самарской области России. Входит в состав сельского поселения Светлое Поле.

## География
Находится на правом берегу реки Сок на расстоянии примерно 14 километров по прямой на западо-юго-запад от районного центра села Красный Яр.

## Население
| 2010 |
| ---- |
| 792  |

Постоянное население составляло 617 человек (русские 87 %) в 2002 году, 792 в 2010 году.

## Инфраструктура
Базы отдыха, коттеджные и дачные посёлки.

## Транспорт
Деревня доступна автомобильным и железнодорожным транспортом.
Остановка общественного транспорта «Малая Царёвщина». Железнодорожная платформа 154 км.